# The Trouble Buster
The Trouble Buster er en amerikansk stumfilm fra 1917 af Frank Reicher.

## Medvirkende
- Vivian Martin som Michelna Libelt
- James Neill som Franz Libelt
- Paul Willis som Blackie Moyle
- Charles West som Tip Morgan
- Louise Harris som Mrs. Camden